# Yves Le Bot
Yves Le Bot, né le 24 septembre 1897 à Lannilis dans le Finistère et mort le 21 février 1971 dans la même commune, est un homme politique français.

## Biographie
Il est nommé secrétaire du Conseil de la République le 11 janvier 1955.

## Détail des fonctions et des mandats
Mandat parlementaire
- 25 août 1951 - 26 avril 1959 : sénateur du Finistère

Mandat local
- mars 1954 - février 1971 : maire de Lannilis